# Draconarius naranensis
Draconarius naranensis är en spindelart som beskrevs av S. V. Ovtchinnikov 2005. Draconarius naranensis ingår i släktet Draconarius och familjen mörkerspindlar.
Artens utbredningsområde är Pakistan. Inga underarter finns listade i Catalogue of Life.